# Zitadelle von Lüttich
Die Zitadelle von Lüttich war bis zum Ende des 19. Jahrhunderts die zentrale Festung der strategisch wichtigen belgischen Stadt Lüttich in der Wallonie. Sie befindet sich im Stadtteil Sainte-Walburge, 111 Meter über dem Maastal am Zusammenfluss von Maas und Ourthe. Die erste Zitadelle wurde 1255 auf den Anhöhen über der Stadt erbaut. 1650 ließ Fürstbischof Maximilian Heinrich von Bayern sie in fünfeckiger Form wieder aufbauen. Diese Festung wurde kurz darauf von Frankreich zerstört und 1684 wieder aufgebaut. Während der Napoleonischen Kriege erhielt sie fünf Bastionen im Stil von Vauban.
Die Zitadelle war spätestens seit der Erfindung der Brisanzgranate 1890 veraltet. Belgien ließ den Festungsring Lüttich bauen; dieser hatte zwölf Forts. Die Zitadelle wurde weiter als Kaserne und als Kommandoposten verwendet. In den 1970er Jahren wurde die Zitadelle durch den Bau eines Krankenhauses auf dem Gelände weitgehend zerstört. Die südlichen Mauern sind erhalten. Ein Bereich auf der Nordseite ist ein Denkmal für Belgier, die in der Zitadelle von deutschen Besatzern im Ersten und Zweiten Weltkrieg hingerichtet wurden; auf der Südseite gibt es noch Bunker aus dem 20. Jahrhundert.

## 19. Jahrhundert
1815 übernahmen die Niederländer nach der Niederlage Napoleons die Kontrolle über das Gebiet. 1816 genehmigte Wilhelm I. der Niederlande den Wiederaufbau der Zitadelle nach einem Plan von Camerlingh. 1817 wurden die Kapelle St. Balbina, die alte Porte Sainte-Walburge und die Bastion du Clergé abgerissen. Die Bastionen Sainte-Lambert und Sainte-François wurden wiederaufgebaut und halbkreisförmige Vorwerke hinzugefügt.
Die niederländische Garnison kapitulierte während der belgischen Revolution von 1830. Das zweite Bataillon des ersten belgischen Unabhängigen Regiments besetzte die Zitadelle. 1891 wurden die Zitadelle und das nahe gelegene Fort de la Chartreuse durch einen königlichen Erlass herabgestuft, nachdem 1880 bis 1890 zwölf moderne Festungen gebaut worden waren. Die Zitadelle wurde als Kaserne und Gefechtsstand genutzt.

## 20. Jahrhundert
1911 wurden belgische Truppen in der Zitadelle einquartiert. Im August 1914 hatten die in Belgien einmarschierenden deutschen Angreifer die irrige Hoffnung, die Zitadelle im Handstreich erobern zu können. Nach der Kapitulation Lüttichs Mitte August 1914 wurde die Zitadelle als Internierungslager und als Krankenhaus genutzt. Nach dem Waffenstillstand vom 11. November 1918 wurde es weiterhin als Krankenhaus genutzt.
Im südlichen Teil der Zitadelle wurde in einem erhaltenen Abschnitt ein Kommandoposten für die befestigte Stellung Lüttich errichtet. Die abgerundeten Betonformen der drei Bunker kontrastieren mit dem älteren Mauerwerk. Der Gefechtsstand wurde nach dem Zweiten Weltkrieg um einen Lufteinlassturm erweitert, der ABC-Filter gegen nukleare, biologische und chemische Schadstoffe enthielt.
Nach der Schlacht um Belgien im Mai 1940 (erster Teil des Westfeldzugs) nutzten die deutschen Besatzer die Zitadelle erneut zur Internierung von Belgiern. Sie wurde nach der Befreiung von Lüttich (7./8. September 1944) von US-Truppen besetzt und 1947 von belgischen Truppen übernommen.
1946 wurde ein Denkmal für die Hingerichteten in der Zitadelle während des Ersten und Zweiten Weltkriegs errichtet. 1947 wurde das Enclos des Fusillés (Einhausung der Erschossenen) eingeweiht, mit 197 Kreuzen zum Gedenken an die Erschossenen.
1967 wurde die Zitadelle dem Centre public d'action sociale (etwa öffentliches Zentrum für soziale Wohlfahrt) Lüttich übergeben, und 1970 wurde mit dem Bau des Centre hospitalier régional de la Citadelle begonnen, wobei ein Großteil der alten Zitadelle abgerissen wurde. Die Arbeiten am Krankenhausgebäude wurden 1978 abgeschlossen. Das Krankenhaus wurde auf Pfählen gebaut, um weitere Ausgrabungen zu ermöglichen.